# مطبخ زامبي
مطبخ زامبي هو مطبخ منطقة زامبيا ويقدم مجموعة من الأطباق، والتي تتميز في المقام الأول بالنشيما، وهي عصيدة مصنوعة من دقيق الذرة، والمعروفة محليًا باسم وجبة الميالي. يعتبر طبق نشيما في حد ذاته عاديًا للغاية، ولكنه عادةً ما يكون مصحوبًا بمجموعة من الأطباق الجانبية الزامبية التقليدية التي تقدم مجموعة من النكهات للوجبة.

## عن المطبخ
يتميز التنوع الثقافي في زامبيا، الذي يضم أكثر من 72 قبيلة عبر 10 مقاطعات، بمجموعة من الممارسات الطهوية. يتوحد المطبخ الوطني من خلال الأطعمة الأساسية، مع وجود اختلافات تتجلى بشكل رئيسي في تقنيات الطبخ التي تختلف حسب المنطقة. ومن الأمثلة البارزة على ذلك الوجبات الخفيفة الشعبية المصنوعة من الكسافا والفول السوداني، والتي يتم تحميصها في بعض المناطق بينما يتم قليها في مناطق أخرى. بالإضافة إلى ذلك، يسهل مناخ زامبيا الاستوائي زراعة مجموعة واسعة من المحاصيل التي تساهم في المطبخ المحلي. تنتشر في الأسواق والباعة الجائلين الخضروات الطازجة، كما تعد الخضروات البرية من العناصر الأساسية في النظام الغذائي الزامبي.
الغذاء الأساسي في زامبيا هو الذرة. يشكل النشيما المكون الرئيسي للوجبات الزامبية ويصنع من الذرة البيضاء المطحونة. يتم تقديمه مع "المخللات" والحساء والخضروات ويتم تناوله باليد (يفضل اليد اليمنى). يتم تناول نشيما أثناء الغداء والعشاء. يمكن صنع نشيما في المنزل، وفي أكشاك الطعام وفي المطاعم.  في المجتمعات التقليدية، يعتبر صنع النشيما عملية طويلة، تتضمن تجفيف الذرة، وفرز الحبوب، وسحقها ثم طهيها أخيرًا.
يمكن أن تكون أنواع المخللات التي يتم تناولها مع نشيما بسيطة للغاية، مثل تشيبوابوا، أو أوراق اليقطين. الأسماء الأخرى للمذاق هي كاتابا، كاليمبولا وتينتي. المخلل المصنوع من الخضروات الخضراء. تعتمد طريقة فريدة لإعداد المخللات على الطهي باستخدام التشيدولو والكوتنديلا. يستخدم الشيدولو في الأطباق المصنوعة من الخضروات الورقية الخضراء وكذلك للفطر البري. يتم صنع الشيدولو من أوراق الموز المجففة المحروقة أو سيقان الفاصوليا أو سيقان وأوراق الذرة. يتم بعد ذلك جمع الرماد وإضافته إلى الماء وتصفيته. السائل الناتج له طعم الخل، الكوتينديلا عبارة عن مسحوق الفول السوداني المحضر من الفول السوداني الخام المطحون ويضاف إلى صلصة تشيدولو.
يعد الإفيساشي طعامًا شائعًا آخر في زامبيا. إنه نوع من الحساء، مصنوع من الخضار والفول السوداني ويقدم مع النشيما. يمكن أن يكون الإفيساشي نباتيًا أو يمكن إضافة اللحوم المطبوخة إلى الحساء. يؤكل السامب أيضًا في زامبيا.
تم إدخال الكابنتا، وهو نوع صغير من السردين من بحيرة تنجانيقا، إلى البحيرات في زامبيا. يتم اصطياد الأسماك وتجفيفها لطهيها لاحقًا، أو يمكن طهيها طازجة. كما تعد أحشاء الدجاج من الأطعمة الشهية المشهورة في زامبيا.  كما يتم تناول أنواع مختلفة من الحشرات، وتشمل هذه الحشرات النتنة  

## أطعمة الشوارع
توتي ني مبالالا (الكسافا مع الفول السوداني) هو أحد أنواع طعام الشوارع في زامبيا والذي يرتقي بمذاقه بلمسة مدخنة وجوزية. يمزج هذا الطبق الخفيف بين الملمس النشوي للكسافا وثراء الفول السوداني، مما يجعله وجبة خفيفة مثالية للتناول أثناء التنقل. تعد السمبوسة من الأطعمة المقلية المفضلة في زامبيا، وقد انتقلت من أصولها الهندية لتصبح وجبة خفيفة محبوبة. يمكن التعرف عليها من خلال شكلها المثلث، وهي محشوة بحشوة لذيذة من اللحم المفروم والخضروات المتبلة مثل الجزر والبطاطس. فيتومبوا ( بوف بوف ) هو مشهد شائع في زامبيا وفي العديد من الدول الأفريقية، ويبيعه الباعة الجائلين وفي الأسواق. تُصنع هذه الكرات المقلية ذات اللون البني الذهبي من عجينة دقيق القمح، وهي وجبة خفيفة اقتصادية، وغالبًا ما توجد في محطات الحافلات والمدارس، كما أنها تكمل الشاي أو القهوة أو العصير بشكل مثالي. تشيكاندا (بولوني الأفريقي) هو طبق زامبي فريد آخر يتمتع بتنوع كافٍ للاستمتاع به كوجبة خفيفة أو حلوى أو طبق جانبي أو حتى طبق رئيسي نشأ في قبيلة بيمبا في شمال شرق زامبيا. يتم تصنيعه من درنات الأوركيد المجففة والمطحونة والممزوجة بالفول السوداني والفلفل الحار، وله ملمس لحمي، مما أكسبه لقب "بولوني الأفريقي".

## المشروبات
ثوبوا هو مشروب تقليدي في زامبيا، معروف بمحتواه من الكربوهيدرات. على الرغم من أنها تحظى بشعبية كبيرة في جميع أنحاء أفريقيا ويُعتقد أنها نشأت هناك، إلا أنها مفضلة بشكل خاص في المناطق الشرقية من زامبيا. يُعد الثوبوا، المصنوع من مكونات بسيطة مثل السكر والماء ودقيق الدخن أو الذرة الرفيعة، ليس خيارًا منعشًا فحسب، بل إنه أيضًا خيار شائع لتناول الإفطار لتعزيز الطاقة. يمكن الاستمتاع به دافئًا أو باردًا.
مونكويو هو مشروب أصلي آخر في زامبيا يتم تصنيعه من جذور نبات مونكويو ودقيق الذرة. تشكل الجذور عنصرا أساسيا في العديد من المشروبات الغذائية في زامبيا. تتضمن طريقة تحضيره تكثيف دقيق الذرة بالماء المغلي، ثم إضافة جذور مونكويو، ثم ترك الخليط ليتخمر طوال الليل. وتتبع عملية التخمير الأخرى بعد إزالة الجذور، مما يؤدي إلى الحصول على مشروب يتناسب جيدًا مع اللحوم أو الأسماك، أو يقف بمفرده كمرطب مُرضي.
الماهو هو مشروب محبوب في زامبيا، وهو يشبه ثوبوا ولكنه يختلف في قاعدته من دقيق الذرة. يتخمر هذا الخليط من دقيق الذرة والماء والسكر على مدى عدة أيام لإنشاء مشروب لاذع غير كحولي. إن الطعم الحامض لمشروب ماهيو هو نتيجة للتخمير الطبيعي، مما يوفر تجربة مشروب خالية من المواد الحافظة. يتم تقديمه مبردًا، وهو يعد واحدًا من المشروبات الطبيعية العديدة المتوفرة في زامبيا.

## الكحول
في زامبيا، يتم تصنيع البيرة التقليدية من الذرة.  كانت القرى الفردية في الماضي تصنع وصفاتها الخاصة ويتم تقاسمها بشكل جماعي.  يتم أيضًا تخمير بيرة الذرة تجاريًا في لوساكا، حيث تعد شيك شيك من العلامات التجارية الشهيرة. أقيم أول مهرجان للبيرة في زامبيا في 25 سبتمبر 2009، في مجمع باركليز الرياضي في لوساكا.

## تاريخ
بدء استخدام الذرة في أطباق مثل النسيمة أو النشيما خلال النصف الأخير من القرن العشرين. كان شعب بيمبا، الذي يعيش في ما يعرف الآن بزامبيا، يأكل تقليديًا ما هو متاح اعتمادًا على أنماط الطقس. كانت وجبات بيمبا تتضمن نوعًا من العصيدة السميكة المصنوعة من الدخن تسمى أوبوالي والتي كانت تؤكل مع "المخلل" المسمى أوموناني. كان يتم تناول أوبوالي مع كل وجبة تقريبًا.  كان الأومناني في أغلب الأحيان نوعًا من الحساء المصنوع من اللحوم أو الأسماك أو الحشرات أو الخضروات.  كان شعب البيمبا يفضل تناول أوبوالي مع نوع واحد فقط من المخللات في كل مرة.  تم طهي الحساء المصنوع من اللحوم والخضروات بالملح وأحيانًا الفول السوداني. بشكل عام، لم يكن شعب البيمبا يأكل الطعام النيئ. بشكل عام، كان طبخ بيمبا عاديًا إلى حد ما في الطعم ونادرًا ما كان حامضيًا أو حارًا. كان البيرة جزءًا مهمًا من المناسبات الاجتماعية لشعب بيمبا وكان يتم تخمير البيرة غالبًا خلال أشهر الحصاد. مثل شعب البيمبا، يأكل شعب التشوا أيضًا عصيدة تسمى نسيما، والتي تؤكل مع الخضروات وتستخدم كمغرفة.
اعتاد شعب تونجا في المنطقة على تناول الحشرات المطبوخة أو المجففة.